# 六千石町
六千石町（ろくせんごくちょう）は、群馬県太田市にある地名（町丁）。郵便番号は379-2305。

## 概要
藪塚地区にある町丁。

## 地理

### 近隣町丁
- 大原町
- 大久保町
- 新田萩町
- 新田溜池町
- 新田市町
- 新田多村新田町

## 世帯数と人口
2022年（令和4年）3月31日現在の世帯数と人口は以下の通りである。
| 町丁     | 世帯数  | 人口  |
| -------- | ------- | ----- |
| 六千石町 | 336世帯 | 725人 |

## 交通

### 鉄道
町内に鉄道は通っていない。

### 道路
- 群馬県道69号大間々世良田線
- 群馬県道315号大原境三ツ木線

## 施設
- セブンイレブン太田市六千石町店
- 宏愛会第一病院